# Bianka i Falliero
Bianka i Falliero (wł. Bianca e Falliero) – opera seria Gioacchina Rossiniego – melodramma w dwóch aktach, do której libretto napisał Felice Romani, jej premiera miała miejsce w Mediolanie 26 grudnia 1819 roku.

## Historia
Przybywszy do Mediolanu w listopadzie 1819 roku Rossini zapoznał się z librettem przygotowanym przez Felice Romaniego, autora libretta do wcześniejszej mediolańskiej opery Rossiniego Turka we Włoszech. Partytura ukończona została w Mediolanie i wykonana przed zachwyconą publicznością 26 grudnia 1819 roku. Prasa krytykowała przeciążoną ornamentami muzykę. Opera utrzymała się na afiszu przez 39 wieczorów. Była potem wystawiona na kilku scenach zagranicznych: w Lizbonie, Wiedniu, Barcelonie po czym zniknęła ze scen operowych aż do roku 1986, kiedy to została wystawiona na Rossini Opera Festivalu w Pesaro.

## Osoby i pierwsza obsada
| Rola                                       | Głos   | Premiera 26 grudnia 1819 (Pierwsza obsada) |
| ------------------------------------------ | ------ | ------------------------------------------ |
| Bianka                                     | sopran | Violante Camporesi                         |
| Falliero, generał wenecki, ukochany Bianki | alt    | Carolina Bassi-Manna                       |
| Contareno, senator wenecki, ojciec Bianki  | tenor  | Claudio Bonoldi                            |
| Capellio, senator wenecki                  | bas    | Giuseppe Fioravanti                        |
| Friuli                                     | bas    | Alessandro De Angeli                       |
| Costanza                                   | sopran | Adelaide Chinzani                          |
| Kanclerz                                   | tenor  | Francesco Biscottini                       |
| Oficer                                     | tenor  |                                            |

## Treść

### Akt I
Akcja utworu rozgrywa się w Wenecji w XVII wieku. Po upadku godzącego w miasto spisku senatorowie Contareno i Capellio postanawiają położyć kres odwiecznej waśni dwóch rodzin. Capellio  ma w tym celu poślubić córkę Contarena, Biankę. Tymczasem doża ogłasza karę śmierci dla każdego kto wejdzie w konszachty z zagranicą. Do miasta powraca generał Falliero, dla którego bije serce Bianki. Wiadomość o jego śmierci okazuje się fałszywa. Bianka z przerażeniem dowiaduje się o matrymonialnych planach ojca. Gdy dziewczyna wyjawia, że kocha Falliera, ojciec przysięga, że użyje wszelkich środków, by wodza skompromitować. Obawiając się o życie ukochanego Bianka zgadza się na ślub z Capelliem, ku rozpaczy Falliera, który przerywa ceremonię ślubną, żądając jej ręki. Zostaje jednak przegnany.

### Akt II
Bianka zgodziła się na ostatnie spotkanie z ukochanym, podczas którego zaskakuja ich Contareno i Capellio. Falliero ucieka przez okno i po dachach do sąsiedniej ambasady. Contareno zapewnia Capellia, że Bianka go kocha, ona jednak wciąż odmawia podpisania kontraktu ślubnego. Spór przerywa przybycie kanclerza Rady Trzech, który zawiadamia, że Falliera schwytano, gdy wychodził z hiszpańskiej ambasady. Ma być teraz sądzony za złamanie zakazu doży. Przed procesem Falliero dowiaduje się, że Bianka poślubiła Capellia i odmawia zeznań. Przed trybunałem staje teraz zamaskowana kobieta, Bianka, która wyjawia całą prawdę o jego ucieczce. Rozumiejąc, że go nie zdradziła, Falliero potwierdza jej słowa, zyskuje w ten sposób niespodziewanie poparcie Capellia, który odmawia podpisania wyroku. Sprawa staje na forum senatu, gdzie Falliero zostaje ułaskawiony. Contareno ulega i oddaje mu córkę za żonę.

## O operze
Intryga opery została wzięta z francuskiej sztuki Antoine'a Vincenta Arnault Blanche i Montcassin (1798). Liczne elementy utworu znajdą się potem w tekstach oper Donizzetiego (Łucja z Lamermoor), Belliniego (I Capuleti e i Montecchi do libretta również Romaniego) i Verdiego (I due Foscari, Simon Boccanegra). Ponieważ nie nadeszły jeszcze czasy krwawych zakończeń Romani poprawił krwawy finał sztuki (Montcassin tracił w nim głowę, a Blanche umierała ze zgryzoty). Rossini niepewny gustów mediolańskiej publiczności utrzymał się w granicach konwencji pisząc tradycyjne numery połączone recytatywami secco. Do najlepszych stronic partytury należy scena procesu ze świetnym kwartetem i dwa finały. Znany ówczesny kompozytor Giovanni Paci, który odniósł w La Scali duży sukces operą Wallace, zapisał w swych pamiętnikach: Muszę wyznać, że jeden kwartet z "Bianki i Falliera" wart jest więcej niż cała moja pospiesznie napisana opera.

## Nagrania
- Ricciarelli, Horne, Merritt, Surjan, pod dyr. Renzettiego (Fonit-Cetra 1986)
- Cullagh, Lamore, Banks, d'Arcangelo, pod dyr Parry'ego (Opera Rara 2000)
- Bayo, Barcelona, Meli, Lepore, pod dyr. Palumbo (Dynamic 2005)[4]